# Попереченское сельское поселение (Волгоградская область)
Попере́ченское се́льское поселе́ние — муниципальное образование в составе Котельниковского района Волгоградской области.
Административный центр — хутор Поперечный.

## История
Попереченское сельское поселение образовано 14 марта 2005 года в соответствии с Законом Волгоградской области № 1028-ОД.

## Население
| 2010 | 2012 | 2013 | 2014 | 2015 | 2016 | 2017 |
| ---- | ---- | ---- | ---- | ---- | ---- | ---- |
| 842  | ↗849 | ↘828 | ↘810 | ↘804 | ↘793 | ↗812 |
| 2018 | 2019 | 2020 | 2021 |      |      |      |
| ↘796 | ↘784 | ↗786 | ↘778 |      |      |      |

## Состав сельского поселения
| № | Населённый пункт | Тип населённого пункта        | Население |
| - | ---------------- | ----------------------------- | --------- |
| 1 | Бударка          | хутор                         | 39        |
| 2 | Поперечный       | хутор, административный центр | 600       |
| 3 | Рассвет          | посёлок                       | 203       |